# Phalacrocorax neglectus
El cormorán de bajío (Phalacrocorax neglectus) es una especie de ave suliforme de la familia Phalacrocoracidae endémica de las costas del suroeste de África.

## Descripción

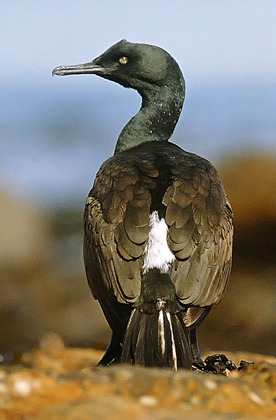
Los adultos son negros con alas pardas y obispillo blanco.

El cormorán de bajío es un ave corpulenta y de cuello largo, con una longitud de pico a cola de unos 76 cm. Su plumaje es principalmente negro con brillo broncíneo, aunque sus alas son de color pardo oscuro y su obispillo es blanco. Los adultos presentan un pequeño penacho junto a la frente, y en época de cría tienen fitoplumas blancas en cantidad variable en la cabeza, el cuello y el obispillo, que les proporcionan un fino moteado que desaparece en cuanto se acaba la época de reproducción.

## Distribución y hábitat
Se encuentra únicamente en las costas del sur de Namibia y del oeste de Sudáfrica. Vive principalmente en las aguas costeras, y raramente se ha registrado su presencia más allá de los 15 km mar adentro.
El cormorán de bajío se alimenta principalmente de langostas del Cabo (Jasus lalandii), y su área de distribución se ajusta a los lechos de kelp donde viven estas langostas, aunque también pueden alimentarse de otros crustáceos y peces, en especial del gobio barbudo (Sufflogobius bibarbatus).

## Conservación
Las poblaciones de esta ave han descendido notablemente en las últimas décadas, debido principalmente a la pesca comercial del gobio barbudo, y a la alteración humana de su hábitat. También en parte por el incremento de la cantidad de gaviotas cocineras que se aprovisiona de las poblaciones humanas, y que son depredadores activos de las nidadas de cormoranes. La población total de cormoranes de bajío ronda los 4000 individuos. Su población más importante se encuentra en las islas Mercury e Ichaboe, en Namibia.